# Kaili jezici
Kaili jezici, ogranak sjevernih kaili-pamona jezika s otoka Celebesa (Sulawesi) u Indoneziji šire celebeske skupine malajsko-polinezijske porodice. Zajedno s pamona jezicima čini sjevernu skupinu kaili-pamona. 
Obuhvaća (8) jezika, to su: baras ili ende [brs], 250 (1987 SIL); da’a kaili ili bunggu, da’a [kzf], 35.000; ledo kaili [lew], 234.000 (Barr, Barr and Salombe 1979); unde kaili ili banava, banawa [unz], 20.000 (Barr, Barr and Salombe 1979); lindu ili tado [klw], 2.000 (1990 SIL); moma ili kulawi [myl], 5.500 (1985 SIL); sedoa ili tawaelia, tawailia [tvw], 600 (Barr, Barr and Salombe 1979); topoiyo [toy], 2.000 (1988 SIL)

## Vanjske poveznice
- Ethnologue (14th)
- Ethnologue (15th)